# Charles Antoine Strail
Abate Charles Antoine Strail ( 1808 - 1893 ) fue un religioso, botánico y paleontólogo vegetal francés.